# De Boog (school)
De Boog is een christelijke middelbare school voor praktijkonderwijs in de stad Zwolle. Leerlingen worden tot één jaar na hun opleiding begeleid en geholpen met het zoeken naar een baan.
De leerlingen moeten eerst stage lopen op de eigen school, later wordt geholpen met stage lopen op het werk dat men later hoopt te doen.